# David Albert Vázquez
David Albert Vázquez (Palma, 5 de març de 1976) és un escriptor, investigador i divulgador mallorquí, especialitzat en temes de patrimoni històric i cultural. És llicenciat en Història (1998) i Màster Universitari en Patrimoni Cultural (2012) per la Universitat de les Illes Balears (UIB). Fa feina a l'administració pública, on ha desenvolupat tasques de preservació i divulgació del patrimoni industrial, àrea des de la qual ha col·laborat en l'edició de llibrets i articles.

## Obres

### Llibres
- El vi a Mallorca : del passat al present. Palma: Consell de Mallorca, 2007 DL PM 1233-2007
- L'oli a Mallorca : del passat al present. Palma: Consell de Mallorca, 2008 DL PM 430-2008
- Història de l'Il·lustre Col·legi Oficial de Titulats Mercantils i Empresarials de Balears (1906-2014). Palma: Lleonard Muntaner, 2017 ISBN 978-84-165547-3-7 (amb David Ribas Ribas)[3]
- Ramon Medel (1815-1877). Vida i obra d'un il·lustrat romàntic, entre la raó i el somni. Palma: Lleonard Muntaner, 2022 ISBN 978-84-18-75871-3[1][4]

### Articles
- «Orígens d'una institució centenària: l'escola superior de comerç.» Alma mater II: 100 anys creant valors (Margalida Payeras Llodrà, coord.). UIB, 2008 (pàg. 35-51) ISBN 978-84-8384-073-3 (amb Jerònia Florit Zuazaga i Antoni Quetglas Cifre)
- «Recursos para la defensa del patrimonio industrial de Avilés. Propuesta de un itinerario de patrimonio industrial por la comarca de Avilés.» Paisajes culturales, patrimonio industrial y desarrollo regional (Miguel Ángel Álvarez Areces, coord.). Gijón: Incuna, 2013 (pàg. 621-626) ISBN 978-84-939924-5-3
- «Los molinos, otra mirada. Un proyecto de puesta en valor del patrimonio molinológico de la Eurorregión Pirineos Mediterráneo.» X Congrés Internacional de Molinologia. Segovia: ACEM, 2016 (pàg. 309-320) ISBN 978-84-608-7715-8 (amb Jerònia Florit Zuazaga i Aina R. Serrano Espases)